# Björn Again
Björn Again ist eine satirische musikalische Darbietung, die ABBA parodiert. Die Bezeichnung ist ein Wortspiel aus dem Vornamen des ABBA-Mitglieds Björn Ulvaeus und dem Schlagwort „born again“ (engl. für wiedergeboren). Letzteres ist ein Seitenhieb auf die Erweckungsbewegung. Gegründet wurde Björn Again 1988 in Melbourne, Australien.
Die Show ist in den 20 Jahren seit den Anfängen 1988 derart erfolgreich geworden, dass sie 2007 insgesamt fünfmal an verschiedenen Orten der Welt gleichzeitig aufgeführt wurde. Damit ist sie inzwischen länger im Geschäft als ABBA selbst. Bisher waren die etwa 4.000 Shows in mehr als 50 Ländern vertreten. Björn Again wird heute als die erfolgreichste Darbietung ihrer Art gesehen und ist einer der erfolgreichsten Musikexporte Australiens.

## Merkmale der Show
Björn Again legt beim Porträtieren von ABBA keine allzu große Originaltreue an den Tag. Während die Lieder halbwegs originalgetreu gespielt werden, ist die übrige Performance eher eine Parodie. Das Ensemble unterhält sich untereinander und mit dem Publikum in einem mit schwedischem Akzent durchsetzten Englisch. Die Namen des Ensembles spiegeln eine neckische Haltung zu ABBA wider. So werden die Namen der Original-Bandmitglieder humoristisch aufs Korn genommen: Agnetha Falstart, Benny Anderwear, Frida Longstokin, und Björn Volvo-us. Deutlich wird dies auch am Bassgitarristen Rutger Sonofagunn (Rutger Gunnarsson) und am Drummer Ola Drumkitt (Ola Brunkert).

## Sonstiges
Björn Again hat teilweise auch Songs anderer Künstler gecovert. Als die Band Erasure 1992 die EP Abba-esque veröffentlichte, antwortete Björn Again darauf mit einer Erasure-EP im ABBA-Soundgewand (Erasure-ish). Die EP, die 1992 in den britischen Charts auf den 25. Platz kam, enthielt die Erasure-Hits Stop! und A Little Respect. Im August 2009 coverten sie Metallicas Enter Sandman beim Sonisphere Festival. Björn Again ist auf vielen namhaften Rock-Festivals auf der ganzen Welt aufgetreten, darunter in Reading und Glastonbury, und hat unter anderem Shows in der Londoner Royal Albert Hall und im State Theatre in Sydney ausverkauft. Darüber hinaus gibt es eine große Nachfrage nach Privatshows. So gab es beispielsweise Auftritte bei Bill Gates (Microsoft), dem Comedian Rowan Atkinson (Mr. Bean) und bei der Hochzeit von Russell Crowe.